# Manzie Johnson
Pour les articles homonymes, voir Johnson.
Isham Johnson dit Manzie Johnson est un batteur de jazz américain né à Putnam (Connecticut) le 19 août 1906 et mort le 9 avril 1971 à New York.
Manzie Johnson a joué pour les plus grands jazzistes de son époque, notamment Louis Armstrong, Sidney Bechet, Fletcher Henderson ou encore Don Redman.

## Discographie sélective
- 1951 : The Fabulous Sidney Bechet and His Hot Six With Sidney De Paris (Blue Note BLP 7020)